# Draak (zeilboot)

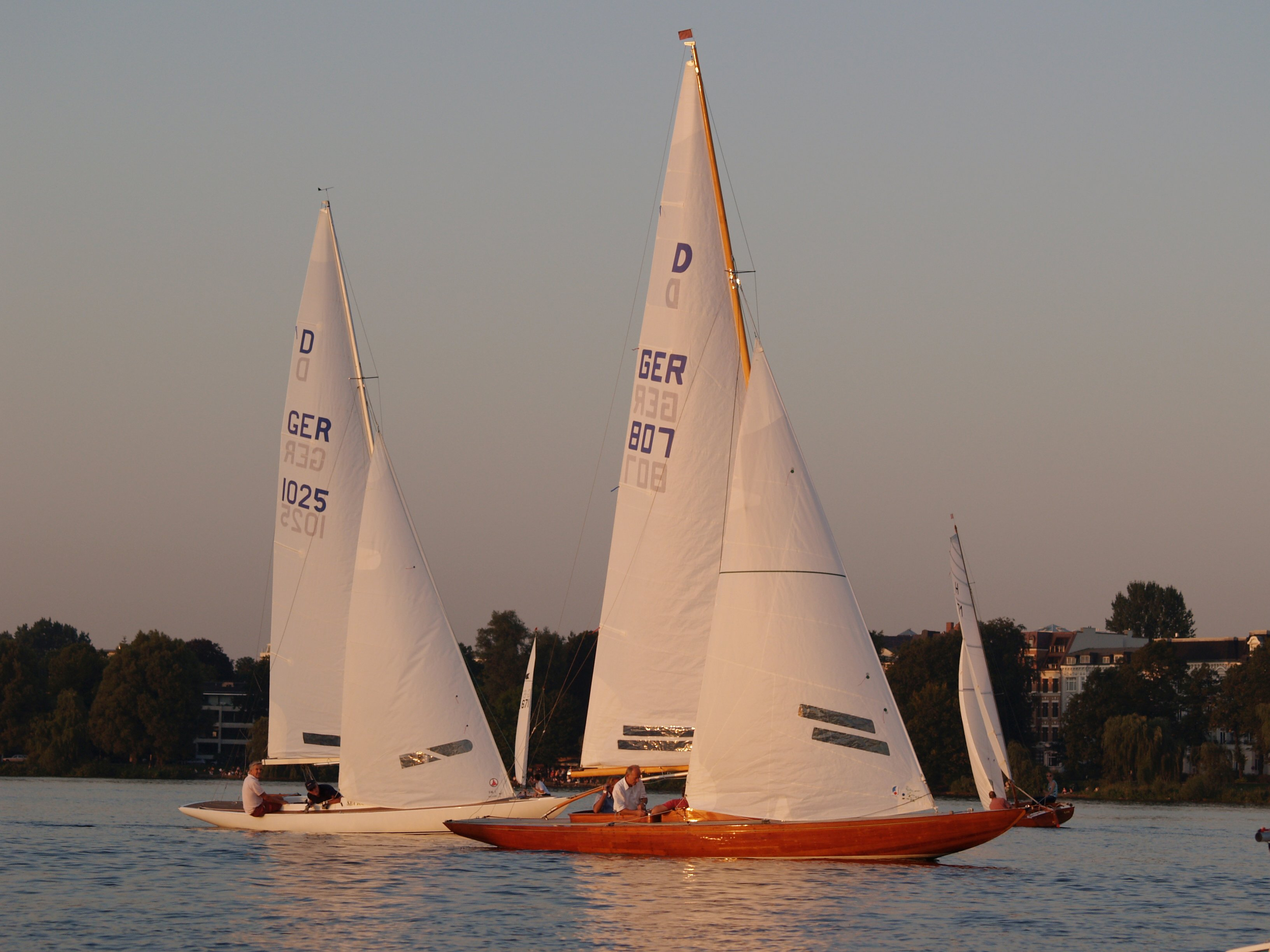
Draken

De draak (ook wel draakjacht) is een zeilboottype dat in 1929 op verzoek van de Zweedse Zeilclub werd ontworpen door de Noorse scheepsontwerper Johan Anker. Het schip moest geschikt zijn voor toertochten en wedstrijden op binnenwater en zee en betaalbaar te bouwen. De drakenklasse is uitgegroeid tot de grootste internationale open eenheidsklasse ter wereld.
In 1936 kwam de eerste draak in Nederland in de vaart. De klasse werd populair in Europa en in 1948 verwierf ze de Olympische status. Dit duurde tot en met de olympische spelen van 1972 in Duitsland. De elegante rompvorm, die nu wereldwijd de aandacht trok is gewijzigd sinds 1929. Alleen de kajuit is meer gestroomlijnd, hetgeen mogelijk werd omdat moderne draken geen kooien meer hebben en uitsluitend voor races worden gebouwd. Tuigage en het zeilplan zijn door de jaren heen langzaam geëvolueerd.
Sinds 1973 worden draken van polyester toegelaten bij wedstrijden. In Nederland bestaan nog veel oude houten draken, soms zorgvuldig onderhouden of gerestaureerd. Zij worden als weekend-zeilboot en als wedstrijdboot gebruikt. Omdat er in de afgelopen 80 jaar slechts behoudend is veranderd, is de uniformiteit van de klasse redelijk bewaard. Hierdoor is het mogelijk dat niet al te oude of volledig gerestaureerde boten de competitie met nieuwe jachten in wedstrijden aankunnen.
Zo’n 1650 draken staan bij de International Dragon Association geregistreerd. De grootste vloot bevindt zich in Europa met Duitsland aan de top. Nederland staat op een vierde plaats met ca. 90 boten, achter Engeland en Zweden. Er zijn meer draken in Nederland, maar die zijn niet officieel geregistreerd.
Sinds 2008 maakt de draak deel uit van de Vintage Yachting Games Organisatie.

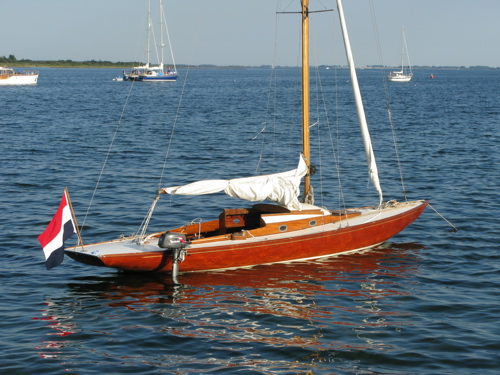
De draak Memory uit 1936